# Christian Piot
Christian Piot (Ougrée, 4 d'octubre de 1947) fou un futbolista belga de la dècada de 1970.
Fou 40 cops internacional amb la selecció belga de futbol, amb la qual disputà la Copa del Món de futbol de 1970 i l'Eurocopa 1972. Pel que fa a clubs, defensà els colors de l'Standard Liège.